# Georgien i olympiska vinterspelen 2006
Georgien deltog med tre deltagare vid de olympiska vinterspelen 2006 i Turin. Ingen av landets deltagare erövrade någon medalj.

## Alpin skidåkning
- Iason Abramashvili

## Konståkning
- Elene Gedevanishvili
- Vakhtang Murvanidze